# Dik Mik
Michael Davies, meglio conosciuto come Dik Mik (Richmond, 1943 – 16 novembre 2017), è stato un tastierista inglese.
È famoso per la sua collaborazione con la space rock band Hawkwind, avvenuta fino al 1973.

## Discografia

### Con gli Hawkwind

#### Album studio
- 1970 - "Hawkwind"
- 1971 - "In Search of Space"
- 1972 - "Doremi Fasol Latido"

### Live
- 1973 - "Space Ritual"